# Инаугурация Дэвида Кабуа
Инаугурация Дэвида Кабуа в качестве Президента Республики Маршалловы Острова состоялась 20 января 2020 года, которая ознаменовала начало первого срока Дэвида Кабуа на посту президента Маршалловых Островов. Прошла в Законодательном собрании — парламенте страны.
6 января 2020 года Кабуа был избран президентом островов Законодательным собранием: 20 проголосовало «за», 12 «против», 1 воздержался. Он сменил Хильду Хайн, которая претендовала на второй срок, но проиграла в голосовании на первой сессии. 13 января Кабуа и его кабинет, состоящий из 10 членов, приняли присягу, как раз после того, как был объявлен состав Кабинета министров.

## Церемония
На мероприятии присутствовали члены парламента, судебных органов и другие местные лидеры Маршалловых Островов. На церемонию инаугурации в Маджуро присутствовали также представители других стран: министр по делам ветеранов США Роберт Уилки, президент Палау Томас Ременгесау-младший, президент Федеративных Штатов Микронезии Дэвид Пануэло, президент Науру Лайонел Энгимеа и заместитель министра иностранных дел Тайваня Сюй Суцзянь.
Дэвид Кабуа принял присягу на Библии, которую держала его жена Джинджер Кабуа, впоследствии ставшая первой леди страны. Церемонию провели председатель Верховного суда Карл Инграм и секретарь судов Ингрид Кабуа.

## После церемонии

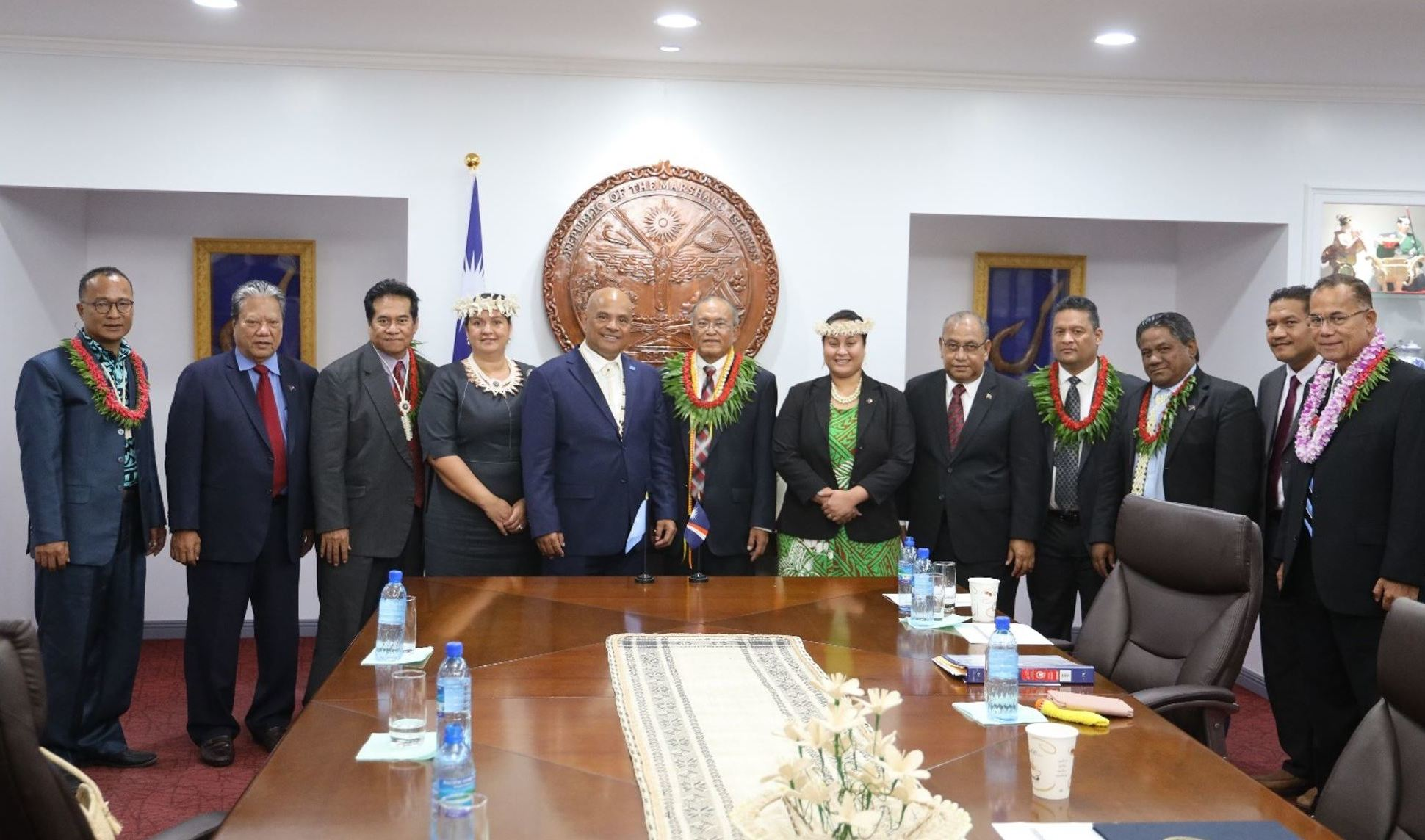
Встреча микронезийской делегации во главе с президентом Федеративных Штатов Микронезии Дэвидом Пануэло с президентом Маршалловых Островов Дэвидом Кабуа. Маджуро, 20 января 2020 года

В тот же день, после окончания церемонии, Дэвид Кабуа встретился с президентом Федеративных Штатов Микронезии Дэвидом Пануэло. Встреча началась с того, что президент Кабуа отметил, что он и Маршалловы Острова выразили признательность за присутствие президента Пануэло на его инаугурации, отметив, что между странами существуют двусторонние отношения, основанные на общих ценностях. Также после инаугурации с Кабуа лично встретился заместитель министра иностранных дел Тайваня Сюй Суцзянь.